# Alexander Walentinowitsch Sacharow
Alexander Walentinowitsch Sacharow (russisch Александр Валентинович Захаров; * 1. Juni 1941 in Moskau) ist ein russischer Physiker.

## Leben
Sacharow studierte am Moskauer Staatlichen Luftfahrtinstitut und an der Lomonossow-Universität Moskau. Seitdem arbeitet er im Institut für Weltraumforschung der Russischen Akademie der Wissenschaften (IKI-RAN). Er untersuchte die Ströme energiereicher Elektronen und das niederfrequente Rauschen in mittleren Breiten und benutzte die Ergebnisse für seine Kandidat-Dissertation. Die experimentelle Untersuchung und Bestimmung der Ionen in einem energiereichen Magnetosphärenplasma beschrieb er in seiner Doktor-Dissertation.
Zusammen mit anderen erarbeitete Sacharow die Programme für die russische Marsmission Mars 96 und die Marsmondmission Phobos-Grunt. 2008 wurde er Mitglied des Teams der Planetary Society für eine Kapsel mit ausgewählten Mikroorganismen an Bord der russischen Phobos-Grunt-Raumsonde (Living Interplanetary Flight Experiment).
Als 2012 die russische Phobos-Grunt-Raumsonde die Transferbahn zum Mars nicht erreichte und in der Erdatmosphäre verglühte, beantragte der Direktor des IKI-RAN Lew Matwejewitsch Seljony eine zweite Phobosmission Phobos-Grunt 2 mit dem bisherigen Missionsleiter Sacharow. Allerdings beschloss die russische Weltraumorganisation Roskosmos im März 2012, sich an dem ExoMars-Programm der Europäischen Weltraumorganisation (ESA) zu beteiligen und darauf ihre finanziellen Mittel zu konzentrieren. Die Realisierung von Phobos-Grunt 2 wird in die Zukunft verschoben, da gegenwärtig sich die Mittel auf ExoMars und das russische Mondprogramm Luna-Glob konzentrieren.
Sacharow ist wissenschaftlicher Sekretär im staatlichen Budgetamt im IKI-RAN und im Rat für Physik des Sonnensystems. Er ist Mitglied der Sektion für Bedrohung durch Asteroiden und Kometen der Expertenarbeitsgruppe für kosmische Bedrohung. Er ist Mitglied der International Academy of Astronautics.